# Альпасс, Фиона
Фиона Альпасс (англ. Fiona Alpass) — новозеландский академик в Университете Мэсси.

## Академическая карьера
После получения докторской степени в 1994 году с диссертацией под названием «Последствия организационных изменений в вооружённых силах: сравнение восприятия и опыта работы в военной и невоенной среде» в Университете Мэсси Альпасс начала работать в Мэсси и в 2013 году стала профессором.
У Альпасс был ряд исследовательских проектов, финансируемых извне, и продолжительное изучение старения, проводимое совместно с Кристин Стивенс, также в Университете Мэсси.

## Избранные труды
- Alpass, Fiona M., and Stephen Neville. "Loneliness, health and depression in older males." Aging & mental health 7, no. 3 (2003): 212–216.
- Stephens, Christine, Fiona Alpass, Andy Towers, and Brendan Stevenson. "The effects of types of social networks, perceived social support, and loneliness on the health of older people: Accounting for the social context." Journal of aging and health 23, no. 6 (2011): 887–911.
- Noone, Jack H., Christine Stephens, and Fiona M. Alpass. "Preretirement planning and well-being in later life: A prospective study." Research on Aging 31, no. 3 (2009): 295–317.
- Noone, Jack, Fiona Alpass, and Christine Stephens. "Do men and women differ in their retirement planning? Testing a theoretical model of gendered pathways to retirement preparation." Research on Aging 32, no. 6 (2010): 715–738.
- Alpass, Fiona, Andy Towers, Christine Stephens, Eljon Fitzgerald, Brendan Stevenson, and Judith Davey. "Independence, Well‐being, and Social Participation in an Aging Population." Annals of the New York Academy of Sciences 1114, no. 1 (2007): 241–250.